# Хаков, Вахит Хозятович
Вахит Хозятович Хаков (тат. Вахит Хөҗҗәт улы Хаков; 16 августа 1926, дер. Кузби Тетюшский кантон, Татарской АССР — 20 июня 2008, Казань) — советский и российский татарский филолог. Доктор филологических наук (1971). Профессор Казанского университета (1973). Заслуженный деятель науки Татарской ССР (1987). Лауреат Государственной премии Республики Татарстан в области науки и техники (2006). Заслуженный профессор Казанского университета. Член ассоциации востоковедов Российской Федерации, член редакции Татарской энциклопедии словаря по языкознанию. Участник Великой Отечественной войны.
Научные работы посвящены области истории тюркских (главным образом татарского) литературных языков, развития их норм и стилей, языка тюркских и старотатарских письменных памятников, а также общим вопросам языкознания, социолингвистики, лексикологии, фразеологии, этимологии, орфографии, культуры речи, методики изучения языка художественной литературы в школе.
Ежегодно отделение татарской филологии и межкультурной коммуникации Института филологии и искусств Казанского федерального университета
проводит научно-практическую конференцию студентов и аспирантов «Хаковские чтения», посвященная памяти заслуженного профессора Казанского государственного университета Вахита Хозятовича Хакова.

## Биография
Родился в учительской сельской семье 16 августа 1926 года в деревне Кузби (ныне Средние Лащи) Тетюшского кантона Татарской АССР.
С детства мечтал быть как родители учителем, преподавать родной язык.
В 1943 году, в 17 лет, вступил в ряды Красной Армии. Служил в Монголии, затем в Китае. В 1945 году участвовал в боях с Японией. Демобилизовался в 1949 году.
На Востоке познакомился с древними тюркскими руническими письменными памятниками VI—VIII вв.
После военной службы работал учителем, заведующим учебной частью в школах Буинского района.
В 1957 году сначала окончил с отличием отделение татарского языка и литературы историко-филологического факультета Казанского государственного университета им. В. И. Ульянова-Ленина, а затем поступил в аспирантуру ИЯЛИ Казанского филиала АН СССР. В 1960 году закончил аспирантуру и стал ассистентом кафедры татарского языка в альма-матер, в Казанском госуниверситете. 48 лет посвятил Казанскому университету. Ступени карьеры: 1965 — доцент, 1974 — профессор кафедры татарского языка, 1989—1994 гг. — завкафедрой.
Кандидатскую защитил в 1961 году в Казанском университете, докторскую диссертацию «Образование и развитие татарского национального литературного языка и его стилей» — в Институте языкознания Академии наук Казахской ССР (Алма-Ата) в 1971 году.
Скончался в Казани 20 июня 2008 года в возрасте 81 года.

## Награды, поощрения
Награждён орденом Отечественной войны II степени, медалями «За боевые заслуги», «За победу над Японией», «За доблестный труд в Великой Отечественной войне 1941—1945 гг.».
Заслуженный деятель науки Татарской АССР (30 апреля 1987 г.); за плодотворную научно-педагогическую деятельность награждён Почетной грамотой РТ (29 ноября 1994 г.); За цикл научных работ присуждена университетская премия и звание лауреата. Нагрудный знак Минвуза СССР «За отличные успехи в работе».
В 2006 году стал лауреатом Государственной премии Республики Татарстан в области науки и техники и было присвоено почётное звание «Заслуженный профессор Казанского университета».